# إيزابيل دورانت
إيزابيل دورانت (بالإنجليزية: Isabel Durant) هي راقصة وممثلة أسترالية، ولدت في 21 ديسمبر 1991 في سيدني في أستراليا.

## وصلات خارجية
- إيزابيل دورانت على موقع IMDb (الإنجليزية)
- إيزابيل دورانت على موقع قاعدة بيانات الفيلم (الإنجليزية)
- إيزابيل دورانت على موقع كينوبويسك (الروسية)